# 池尻勝房
池尻 勝房 （いけがみ/いけじり かつふさ）は、江戸時代前期から中期にかけての公卿。権大納言・池尻共孝の次男。官位は従二位・権大納言。池尻家2代。

## 経歴
後光明朝の承応3年（1654年）叙爵。貞享2年（1685年）従三位、元禄3年（1690年）参議となる。権中納言を経て、宝永8年（1711年）権大納言に進む。同年2月7日死去。享年62。

## 官歴
『公卿補任』による
- 承応3年（1654年） 11月22日：叙爵（従五位下）
- 寛文5年（1665年） 12月14日：元服昇殿、従五位上、宮内大輔
- 寛文9年（1669年） 正月5日：正五位下
- 寛文13年（1673年） 正月5日：従四位下
- 延宝6年（1678年） 8月21日：従四位上
- 延宝9年（1681年） 正月5日：正四位下
- 貞享2年（1685年） 3月4日：従三位、非参議
- 元禄3年（1690年） 12月30日：参議
- 元禄4年（1691年） 2月24日：正三位
- 元禄8年（1695年） 12月24日：辞参議。12月26日：権中納言
- 元禄13年（1700年） 8月29日：辞権中納言
- 元禄14年（1701年） 12月23日：従二位
- 宝永8年（1711年） 2月4日：権大納言。2月7日：辞権大納言、薨去（享年62）

## 系譜
- 父：池尻共孝
- 母：不詳
- 妻：松木宗条の娘[2]
  - 長男：池尻共条[2]（1687-1727）
  - 次男：梅園久季[2]（1689-1749） - 梅園実邦の養子
- 生母不明の子女
  - 女子：今城定経室[2]